# Municipio de Wayne (condado de Armstrong)
El municipio de Wayne (en inglés: Wayne Township) es un municipio ubicado en el condado de Armstrong en el estado estadounidense de Pensilvania. En el año 2000 tenía una población de 1.117 habitantes y una densidad poblacional de 9.7 personas por km².

## Geografía
El municipio de Wayne se encuentra ubicado en las coordenadas 40°53′07″N 79°14′48″O / 40.88528, -79.24667.

## Demografía
Según la Oficina del Censo en 2000 los ingresos medios por hogar en la localidad eran de $31,071 y los ingresos medios por familia eran $33,882. Los hombres tenían unos ingresos medios de $29,125 frente a los $19,219 para las mujeres. La renta per cápita para la localidad era de $13,969. Alrededor del 12,8% de la población estaban por debajo del umbral de pobreza.